# Ramón Andrés
Ramón Andrés (Pamplona, 27 de marzo de 1955) es un ensayista y poeta español.

## Biografía
En su juventud fue músico profesional, y entre 1974 y 1983 interpretó repertorio medieval y renacentista por España y diversos países de Europa.
Fue cofundador, en 1989, de la revista Archipiélago. Cuadernos de crítica de la cultura. Entre 2004 y 2007, coordinó la revista Goldberg, publicación sobre música antigua. Asimismo, colaboró en otras revistas como Humanitas, Ínsula, Revista de Occidente, Granta, Nexus, Scherzo y Sonograma, así como en diarios como El País, La Vanguardia, El Periódico de Catalunya y El Mundo. En la actualidad es colaborador de El Cultural.
Ha escrito libros de referencia sobre música, filosofía, arte y literatura.En música, destacan títulos como Johann Sebastian Bach. Los días, las ideas y los libros (Acantilado, 2005); El mundo en el oído. El nacimiento de la música en la cultura (Acantilado, 2008); El luthier de Delft. Música, pintura y ciencia en tiempos de Vermeer y Spinoza (Acantilado, 2013); Claudio Monteverdi. 'Lamento della Ninfa' (Acantilado, 2017); Filosofía y consuelo de la música (Acantilado, 2020) y La bóveda y las voces. Diario de un viaje con Josquin Desprez (Acantilado, 2022). 
Sus libros de poesía más señalados son Siempre génesis (Lumen, 2016) y Los árboles que nos quedan (Hiperión, 2020). Ha escrito aforismosque se hallan contenidos en diversos libros, entre ellos Puntos de fuga (Lumen, 2016) y Caminos de intemperie (Galaxia Gutenberg, 2022), y ensayos tan distintos como Pensar y no caer (Acantilado, 2016), No sufrir compañía. Escritos místicos sobre el silencio (Acantilado, 2010), y Semper dolens. Historia del suicidio en Occidente (Acantilado, 2015). Ha traducido a autores como Charles Burney, Jean de La Bruyère, Vladimir Jankélévitch, Georges Braque y Dylan Thomas. 
Algunas de sus obras han sido traducidas al italiano, al catalán y al euskera; próximamente diversos títulos estarán disponibles en inglés, francés, chino y ruso.
En 2021-2022 fue invitado como pensador residente en el Gran Teatre del Liceu de Barcelona. Desde 2022 programa y dirige los Encuentros Internacionales de Pamplona 72-22, que se celebran a raíz de los Encuentros que tuvieron lugar en 1972. En la última edición de 2022 participaron autores, artistas, compositores y escritores como Peter Sloterdijk, Svetlana Aleksiévich, Massimo Cacciari, Salvatore Sciarrino, Pascal Bruckner, László Krasznahorkai, Hélène Cixous, Ana Blandiana, Hartmut Rosa, Adriana Cavarero, Yuk Hui, Cynthia Fleury, László Földényi, Sergei Loznitsa y Victor Kossakovsky, entre otros. La edición de 2024 contó, entre otros, con Béla Tarr, Herta Müller, Pascal Quignard, François Jullien y Gilles Lipovetsky.
En 1994 recibió el premio de poesía Hiperión-Ciudad de Córdoba por La línea de las cosas. En 2006, el premio Ciudad de Barcelona por Johann Sebastian Bach. Los días, las ideas y los libros, y en 2015, el Premio Príncipe de Viana de la Cultura que le fue entregado en el Monasterio de San Salvador de Leyre por los reyes de España. También ha merecido el premio Estado Crítico 2015 al mejor ensayo por Semper dolens. Historia del suicidio en Occidente, entregado en 2016. Recibió el Premio Nacional de la Crítica 2020 de poesía por el libro Los árboles que nos quedan  y el Premio Nacional de Ensayo 2021 por el libro Filosofía y consuelo de la música (Acantilado, 2020). 
Por otro lado, ha mantenido diálogos públicos con figuras como Pascal Quignard, Sir John Eliot Gardiner, Adam Zagajewski, Pascal Bruckner, Massimo Cacciari, Jordi Savall, entre otros.  
Es miembro de la Reial Acadèmia de Belles Arts de Sant Jordi y de la Real Academia de Bellas Artes de San Fernando.

## Obras

### Ensayos
- Despacio el mundo. Barcelona, Acantilado, 2024 (2ª ed. 2024).[27]
- Los no llamados por su nombre. Matthias Grünewald, el pintor. Barcelona, Temporal, 2024.[28]

- La bóveda y las voces. Diario de un viaje con Josquin Desprez. Barcelona, Acantilado, 2022.[29]
- Filosofía y consuelo de la música. Barcelona, Acantilado, 2020 (5ª ed. 2023).[30]
- Claudio Monteverdi. «Lamento della Ninfa». Barcelona, Acantilado, 2017.[31]
- Pensar y no caer. Barcelona, Acantilado, 2016 (3ª ed. 2023).[32]
- Semper dolens. Historia del suicidio en Occidente. Barcelona, Acantilado, 2015. (3ª ed. 2024).[33]
- El luthier de Delft. Música, pintura y ciencia en tiempos de Vermeer y Spinoza. Barcelona, Acantilado, 2013 (5ª ed. 2024).[34]
- No sufrir compañía. Escritos místicos sobre el silencio (siglos XVI y XVII). Barcelona, Acantilado, 2010 (6ª ed. 2024).[35]
- El mundo en el oído. El nacimiento de la música en la cultura. Barcelona, Acantilado, 2008 (5ª ed. 2023).[36]
- El oyente infinito. Reflexiones y sentencias sobre música (De Nietzsche a nuestros días). Barcelona, DVD Ediciones, 2007.
- Johann Sebastian Bach. Los días, las ideas y los libros. Barcelona, Acantilado, 2005 (6ª ed. 2023).[37]
- Mozart. Su vida y su obra. Barcelona, Robinbook, 1999.(2ª ed. 2006).
- Tiempo y caída. Temas de la poesía barroca. Barcelona, Sirmio [Quaderns Crema], 1994, 2 vols.

### Diccionarios
- Diccionario de música, mitología, magia y religión. Barcelona, Acantilado, 2012 (3ª ed. 2023).[38]
- Diccionario de instrumentos musicales. Desde la Antigüedad a J. S. Bach. Prólogo de Sir John Eliot Gardiner. Barcelona, Península, 2009 (5ª ed. 2022).[39]

### Poesía
- Oihangintzako eskuliburua. Traducción de Castillo Suárez. Pamplona, Pamiela, 2023.[8]
- Antología del Norte. Selección del autor. Pamplona, Pamiela, 2022.[40]
- Los árboles que nos quedan. Madrid, Hiperión, 2020. (2ª ed. 2020).[41]
- Poesía reunida [con su nuevo poemario: Siempre génesis] / Aforismos. Barcelona, Lumen, 2016 (2ª ed. 2017).[42]
- La amplitud del límite. Barcelona, DVD Ediciones, 2000.
- La línea de las cosas. Madrid, Hiperión, 1994.
- Imagen de mudanza. Pamplona, Pamiela, 1987.

### Aforismos
- Caminos de intemperie. Barcelona, Galaxia Gutenberg, 2022.[43]
- Poesía reunida. Aforismos [Siempre génesis / Aforismos: Puntos de fuga, Malas raíces, Los extremos]. Barcelona, Lumen, 2016 (2ª ed. 2017).[42]
- Los extremos. Barcelona, Lumen, 2011.[44]

### Ediciones
- Juan Eusebio Nieremberg, Oculta filosofía. Razones de la música en el hombre y la naturaleza. Barcelona, Acantilado, 2004.[45]
- Diego Torres Villarroel, A la cola del mundo. Barcelona, Edhasa, 2004.[46]
- Antología poética del Romanticismo español. Barcelona, Planeta, 1987.[47]
- Gabriel Bocángel, Sonetos completos. Barcelona, Planeta, 1986.

### Capítulos
- Lo real y su doble. En Reversos. Catálogo de la exposición. Madrid, Museo Nacional del Prado, 2023.
- Matthias Grünewald. Torsión y condena. En La era de los genios. De Miguel Ángel a Arcimboldo. Madrid, Fundación Amigos Museo del Prado/Crítica, 2018.
- Un tiempo de cantar y un tiempo de callar. La música en los escritos bíblicos. Madrid, Fundación Amigos Museo del Prado/Crítica, 2016.
- La música en un gesto. Componer después de Bach. En Historia de la belleza. De Fidias a Picasso. Madrid, Fundación Amigos Museo del Prado/Crítica, 2015.
- ¿Del mundo o del cielo? Música y melancolía en la edad de oro. En Catálogo de la exposición "Tiempos de melancolía. Creación y desengaño en la España del Siglo de Oro". Madrid, Turner, 2015.
- Visitas de escritores y filósofos a Don Quijote. En Visiones del Quijote. Barcelona, Fundació Caixa Catalunya, 2005.
- Semper Dowland, Semper Dolens. En La melancolía. Pamplona, Revista Pasajes (8), 1987.

### Traducciones
- Christoph Wolff, Mozart en el umbral de su plenitud. Al servicio del emperador (1788-1791). Barcelona, Acantilado, 2018.[48]
- Charles Burney, Viaje musical por Francia e Italia en el siglo XVIII. Barcelona, Acantilado, 2014 (2ª ed. 2019).[49]
- Jeanne Hersch, Tiempo y música. Barcelona, Acantilado, 2013.[50]
- Vladimir Jankélévitch, La música y lo inefable. Barcelona, Alpha Decay, 2005.[51]
- Jean de La Bruyère, Los caracteres, o Las costumbres de este siglo. Barcelona, Edhasa, 2004.[52]
- Georges Braque, El día y la noche. Barcelona, Acantilado, 2001.[53]
- Dylan Thomas, Bajo el bosque lácteo. Barcelona, DVD Ediciones, 1997 (3ª ed. revisada, Barcelona, Galaxia Gutenberg, 2024).
- Arthur Hutchins, Mozart. Barcelona, Salvat, 1985.

## Premios y reconocimientos
- Distinción Propheta in patria, CCN, 2024.
- Premio Nacional de Ensayo 2021 por Filosofía y consuelo de la música. Barcelona, Acantilado, 2020.[17]
- Premio Nacional de la Crítica 2020 de poesía por el libro Los árboles que nos quedan. Madrid, Hiperión, 2020.[15]
- Premio Internacional Príncipe de Viana de la Cultura 2015.[12]
- Premio Estado Crítico 2015 por Semper dolens. Historia del suicidio en Occidente. Barcelona, Acantilado, 2015.[13]
- Premio Ciudad de Barcelona 2006 por el libro Johann Sebastian Bach. Los días, las ideas y los libros. Barcelona, Acantilado, 2005.[11]
- Premio Ciudad de Córdoba 1994 por el libro La línea de las cosas. Madrid, Hiperión, 1994.